# カウントダウンステークス
カウントダウンステークス（Countdown Stakes）は、日本の競馬の競走のひとつである。

## 概要
本競走名の由来はカウントダウン（Countdown）は、「秒読み」を意味する英語。大晦日の年越しの時間帯になると、世界各地で年越しへのカウントダウンイベントが行われる。本競走は、本年度の中央競馬の終わりを告げるカウントダウンをイメージして名付けられた。2014年から2016年は阪神競馬場の第11競走で行われ、2017年から2021年までは施行されなかった。2022年は中山競馬場で行われ、当日はGI競走であるホープフルステークスの次である最終第12競走に行われた。また同日に阪神競馬場でファイナルステークス（中央競馬の年度最終競走）が行われた。中山競馬場の馬場照明設備の増設により2023年からは阪神競馬場の最終競走として行われる（中山競馬場の最終競走は本競走と入れ替わる形でファイナルステークスが行われる）。なお、2024年は阪神競馬場のリフレッシュ工事に伴い、京都競馬場で行われた。
2000年にDream Horses 2000 カウントダウンステークスという名の競走があったが、これはファイナルステークスが2000年限りのレース名であるため本競走とは無関係である。

## 歴代優勝馬
| 施行日         | 競馬場 | 距離    | 条件      | 優勝馬             | 性齢 | タイム | 優勝騎手 | 管理調教師 |
| -------------- | ------ | ------- | --------- | ------------------ | ---- | ------ | -------- | ---------- |
| 2014年12月28日 | 阪神   | 芝2000m | 1600万下  | ゼンノルジェロ     | 牡6  | 2:02.5 | 熊沢重文 | 飯田祐史   |
| 2015年12月27日 | 阪神   | 芝2000m | 1600万下  | アースライズ       | 牝3  | 2:03.7 | 川須栄彦 | 矢作芳人   |
| 2016年12月25日 | 阪神   | 芝2000m | 1600万下  | クインズミラーグロ | 牝4  | 2:02.7 | 柴山雄一 | 和田正道   |
| 2022年12月28日 | 中山   | 芝1600m | 3勝クラス | インダストリア     | 牡3  | 1:34.7 | 戸崎圭太 | 宮田敬介   |
| 2023年12月28日 | 阪神   | 芝1200m | 3勝クラス | スコールユニバンス | 牝4  | 1:08.8 | 田口貫太 | 矢作芳人   |
| 2024年12月28日 | 京都   | 芝1200m | 3勝クラス | ロードフォアエース | 牡3  | 1:08.5 | 岩田望来 | 友道康夫   |

### 各回競走結果の出典
- JBISサーチ
  - 2014年、2015年、2016年、2022年、2023年、2024年